# Сан Бернардо (Алесандрија)
Сан Бернардо (итал. San Bernardo) је насеље у Италији у округу Алесандрија, региону Пијемонт.
Према процени из 2011. у насељу је живело 29 становника. Насеље се налази на надморској висини од 263 м.